# País do Loire
País do Loire ou País do Líger (em francês:  Pays de la Loire) é uma das 18 regiões administrativas da França, cuja capital é a cidade de Nantes, localizada no Departamento de Loire-Atlantique.

## Geografia
A região do País do Loire é composta de 5 Departamentos: Líger Atlântico, Mayenne, Maine e Líger, Sarthe e Vendeia. Essa região possui uma área de 32082 km² e uma população estimada em 2004 de 3344000 habitantes (104 habitantes/km²).
Seus limites são: a oeste, o golfo da Biscaia;  ao norte, as regiões da Bretanha e Baixa Normandia; a leste, a região Centro; ao sul, a região de Peitau-Carôntono.